# Aleurochiton pseudoplatani
Aleurochiton pseudoplatani là một loài côn trùng cánh nửa trong họ Aleyrodidae, phân họ Aleyrodinae.
Aleurochiton pseudoplatani được Visnya miêu tả khoa học đầu tiên năm 1936.